# Teucholabis (Teucholabis) argentea
Teucholabis (Teucholabis) argentea is een tweevleugelige uit de familie steltmuggen (Limoniidae). De soort komt voor in het Neotropisch gebied.